# مجلة ذا كاليفورنيا صنداي
مجلة ذا كاليفورنيا صنداي (بالإنجليزية: The California Sunday Magazine)‏ هي مجلة صحافة مطولة تنشر يوم الأحد، وتعرض قصصًا عن الولايات المتحدة الغربية وأمريكا اللاتينية وآسيا.

## التاريخ
تأسست مجلة ذا كاليفورنيا صنداي في أكتوبر 2014 من قبل دوغلاس ماكغراي وتشاس إدواردز. تم تسليم العدد الأول إلى 400000 أسرة كملحق مع إصدارات الأحد من لوس أنجلوس تايمز ونيويورك تايمز وساكرامنتو بي وسان فرانسيسكو كرونيكل وسان دييجو يونيون تريبيون.
في عام 2016، حصلت المجلة على جائزة المجلة الوطنية للتميز العام في التصوير الفوتوغرافي للمجلات المطبوعة. ومن بين المتأهلين النهائيين الآخرين ناشيونال جيوغرافيك ونيويورك وفانيتي فير وصحيفة وول ستريت جورنال.
في عام 2018 استحوذت شركة Emerson Collective على California Sunday.

## مجلة بوب-آب (Pop-Up)
تنتج شركة California Sunday عرضًا حيًا يسمى Pop-Up Magazine. قال ماكغراي: «أنشأنا شركة إعلامية. لقد تعاملنا معها مثل شركة إنتاج قصص. بعض الأشياء التي سنصنعها ستكون تجارب حية، وقصص حية، وبعض الأشياء التي نصنعها ستكون قصصًا لك لقراءتها في المنزل».